# Roquefixade
Roquefixade (en occitan languedocien : Ròcafixada) est une commune française située dans l'est du département de l'Ariège, en région Occitanie. Sur le plan historique et culturel, la commune fait partie du pays d'Olmes, haut lieu de la tragédie cathare alliant des paysages d'une extrême diversité.
Exposée à un climat de montagne, elle est drainée par le Douctouyre, le ruisseau de la Baure et par divers autres petits cours d'eau. La commune possède un patrimoine naturel remarquable : un site Natura 2000 (le « pechs de Foix, Soula et Roquefixade, grotte de L'Herm »), un espace protégé (les « gorges de Péreille ») et trois zones naturelles d'intérêt écologique, faunistique et floristique.
Roquefixade est une commune rurale qui compte 150 habitants en 2022, après avoir connu un pic de population de 713 habitants en 1836. Elle fait partie de l'aire d'attraction de Foix. Ses habitants sont appelés les Rocofissadois ou Rocofissadoises.
Le patrimoine architectural de la commune comprend un immeuble protégé au titre des monuments historiques : le château, classé en 1995.

## Géographie

### Localisation
1. Carte dynamique
2. Carte Openstreetmap
3. Carte topographique
4. Carte avec les communes environnantes

La commune de Roquefixade se trouve dans le département de l'Ariège, en région Occitanie.
Elle se situe à 13 km à vol d'oiseau de Foix, préfecture du département, à 23 km de Pamiers, sous-préfecture, et à 8 km de Lavelanet, bureau centralisateur du canton du Pays d'Olmes dont dépend la commune depuis 2015 pour les élections départementales.
La commune fait en outre partie du bassin de vie de Lavelanet.
Les communes les plus proches sont : 
Nalzen (2,0 km), Leychert (2,4 km), Roquefort-les-Cascades (2,9 km), Ilhat (3,3 km), Péreille (3,7 km), Freychenet (4,2 km), Carla-de-Roquefort (4,6 km), Raissac (4,7 km).
Sur le plan historique et culturel, Roquefixade fait partie du pays d'Olmes, haut lieu de la tragédie cathare alliant des paysages d'une extrême diversité.
Roquefixade est limitrophe de sept autres communes.
Les communes limitrophes sont Ilhat, Leychert, Montferrier, Nalzen, Péreille, Roquefort-les-Cascades et Villeneuve-d'Olmes.
|          | Roquefort-les-Cascades | Ilhat                           |
| Leychert | Roquefixade            | Péreille                        |
|          | Nalzen                 | Villeneuve-d'Olmes, Montferrier |

### Géologie et relief
La commune est située dans les Pyrénées, une chaîne montagneuse jeune, érigée durant l'ère tertiaire (il y a 40 millions d'années environ), en même temps que les Alpes. Elle est marquée par le front du chevauchement frontal nord-pyrénéen qui la traverse d'est en ouest, séparant la Zone nord-pyrénéenne (ZNP) au sud de la Zone sous-pyrénéenne (ZSP) au nord, qui constitue la frange sud du Bassin aquitain. Les terrains affleurants sur le territoire communal sont constitués de roches sédimentaires datant pour certaines du Cénozoïque, l'ère géologique la plus récente sur l'échelle des temps géologiques, débutant il y a 66 millions d'années, et pour d'autres du Mésozoïque, anciennement appelé Ère secondaire, qui s'étend de −252,2 à −66,0 Ma. La structure détaillée des couches affleurantes est décrite dans les feuilles « n°1075 - Foix » et « n°1076 - Lavelanet » de la carte géologique harmonisée au 1/50 000ème du département de l'Ariège, et leurs notices associées,.
La superficie cadastrale de la commune publiée par l’Insee, qui sert de références dans toutes les statistiques, est de 12,31 km2,. La superficie géographique, issue de la BD Topo, composante du Référentiel à grande échelle produit par l'IGN, est quant à elle de 12,41 km2. Son relief est particulièrement escarpé puisque la dénivelée maximale atteint 487 mètres. L'altitude du territoire varie entre 508 m et 995 m.

### Hydrographie

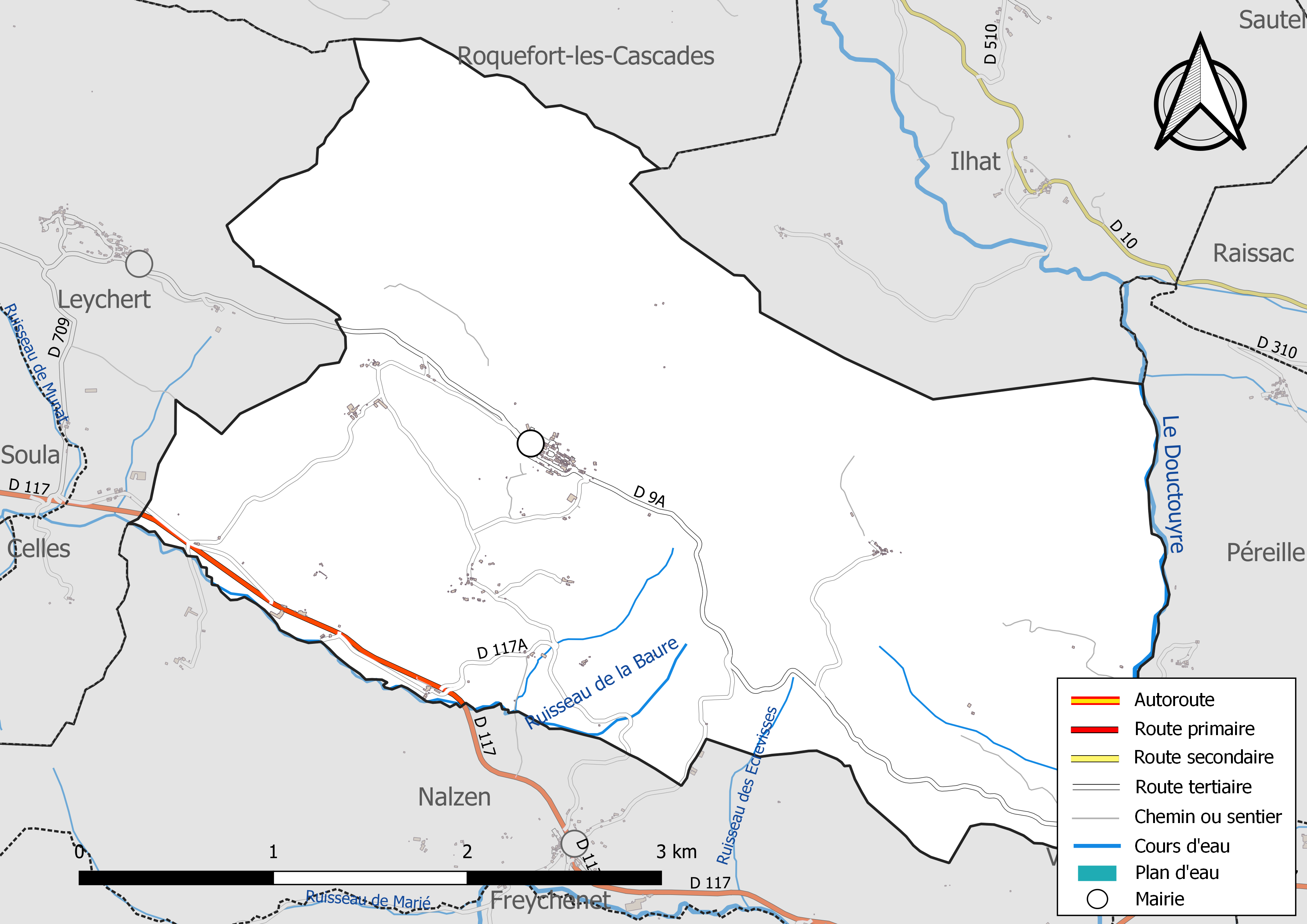
Réseaux hydrographique et routier de Roquefixade.

La commune est dans le bassin versant de la Garonne, au sein du bassin hydrographique Adour-Garonne. Elle est drainée par le Douctouyre, le ruisseau de la Baure, le ruisseau des Ecrevisses et par divers petits cours d'eau, constituant un réseau hydrographique de 9 km de longueur totale,.
Le Douctouyre, d'une longueur totale de 42,08 km, prend sa source dans la commune de Freychenet et s'écoule du sud vers le nord. Il traverse la commune et se jette dans l'Hers-Vif à Vals, après avoir traversé 16 communes.

### Climat
Pour des articles plus généraux, voir Climat de l'Occitanie et Climat de l'Ariège.
En 2010, le climat de la commune est de type climat des marges montargnardes, selon une étude s'appuyant sur une série de données couvrant la période 1971-2000. En 2020, Météo-France publie une typologie des climats de la France métropolitaine dans laquelle la commune est exposée à un climat de montagne et est dans la région climatique Pyrénées centrales, caractérisée par une pluviométrie annuelle de 1 000 à 1 200 mm.
Pour la période 1971-2000, la température annuelle moyenne est de 10,2 °C, avec une amplitude thermique annuelle de 14,6 °C. Le cumul annuel moyen de précipitations est de 826 mm, avec 10 jours de précipitations en janvier et 5,4 jours en juillet. Pour la période 1991-2020, la température moyenne annuelle observée sur la station météorologique la plus proche, située sur la commune de Roquefort-les-Cascades à 3 km à vol d'oiseau, est de 12,7 °C et le cumul annuel moyen de précipitations est de 1 101,5 mm,. Pour l'avenir, les paramètres climatiques de la commune estimés pour 2050 selon différents scénarios d'émission de gaz à effet de serre sont consultables sur un site dédié publié par Météo-France en novembre 2022.

### Milieux naturels et biodiversité

#### Espaces protégés
La protection réglementaire est le mode d’intervention le plus fort pour préserver des espaces naturels remarquables et leur biodiversité associée,.
Un  espace protégé est présent sur la commune : 
les « gorges de Péreille », objet d'un arrêté de protection de biotope, d'une superficie de 39,6 ha.

#### Réseau Natura 2000

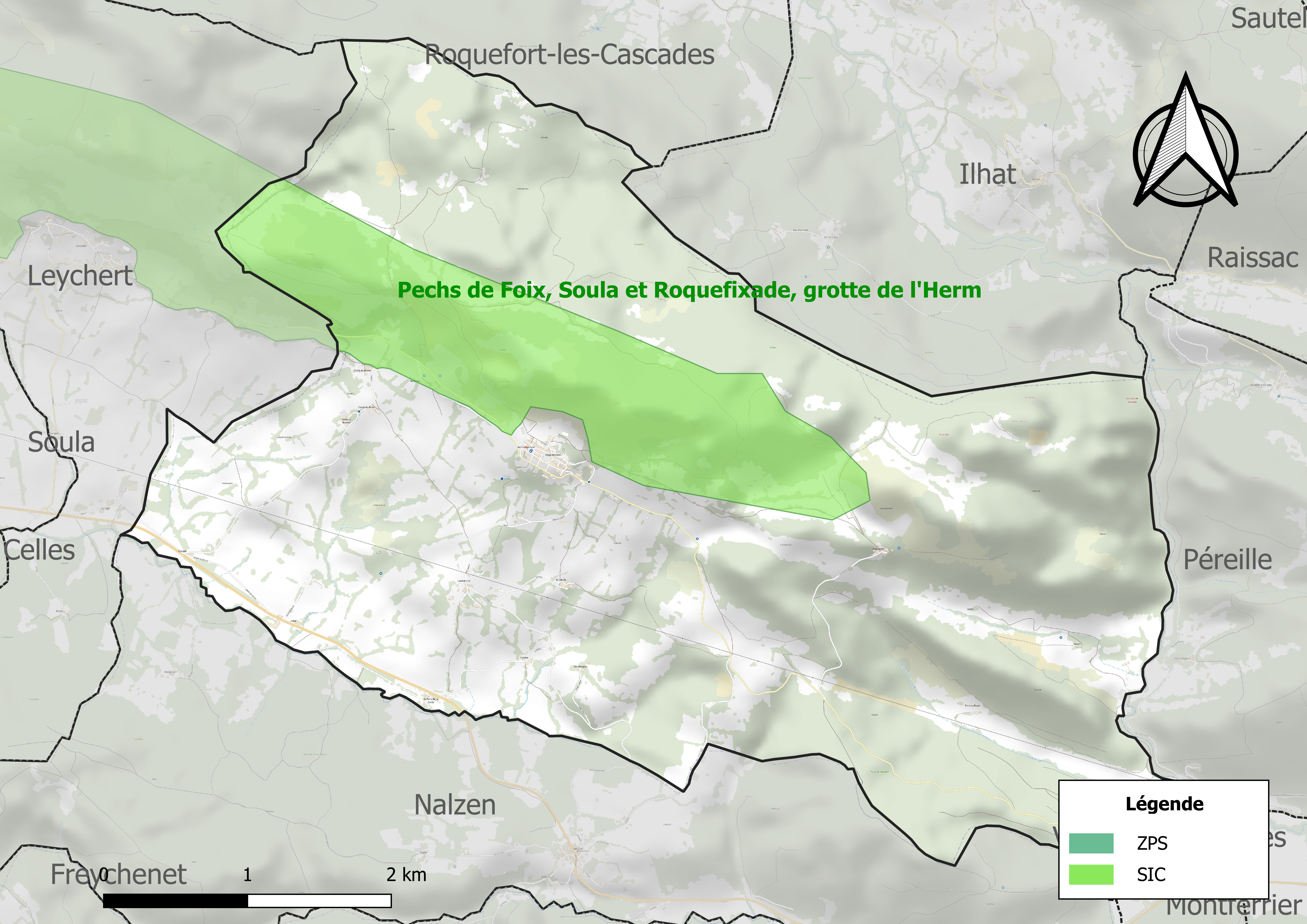
Site Natura 2000 sur le territoire communal.

Le réseau Natura 2000 est un réseau écologique européen de sites naturels d'intérêt écologique élaboré à partir des directives habitats et oiseaux, constitué de zones spéciales de conservation (ZSC) et de zones de protection spéciale (ZPS).
Un site Natura 2000 a été défini sur la commune au titre de la directive habitats : le « pechs de Foix, Soula et Roquefixade, grotte de l'Herm », d'une superficie de 2 211 ha, un milieu souterrain exceptionnel  (site reproduction trois espèces dechauves souris) avec une forte biodiversité.

#### Zones naturelles d'intérêt écologique, faunistique et floristique
L’inventaire des zones naturelles d'intérêt écologique, faunistique et floristique (ZNIEFF) a pour objectif de réaliser une couverture des zones les plus intéressantes sur le plan écologique, essentiellement dans la perspective d’améliorer la connaissance du patrimoine naturel national et de fournir aux différents décideurs un outil d’aide à la prise en compte de l’environnement dans l’aménagement du territoire.
Une ZNIEFF de type 1 est recensée sur la commune :
« le Plantaurel entre Foix et Lavelanet » (11 312 ha), couvrant 26 communes du département et deux ZNIEFF de type 2, : 
- « le Plantaurel » (42 116 ha), couvrant 72 communes dont 68 dans l'Ariège, 2 dans l'Aude et 2 dans la Haute-Garonne[33] ;
- les « montagnes d'Olmes » (31 924 ha), couvrant 33 communes dont 31 dans l'Ariège et 2 dans l'Aude[34].

Carte des ZNIEFF de type 1 et 2 à Roquefixade.
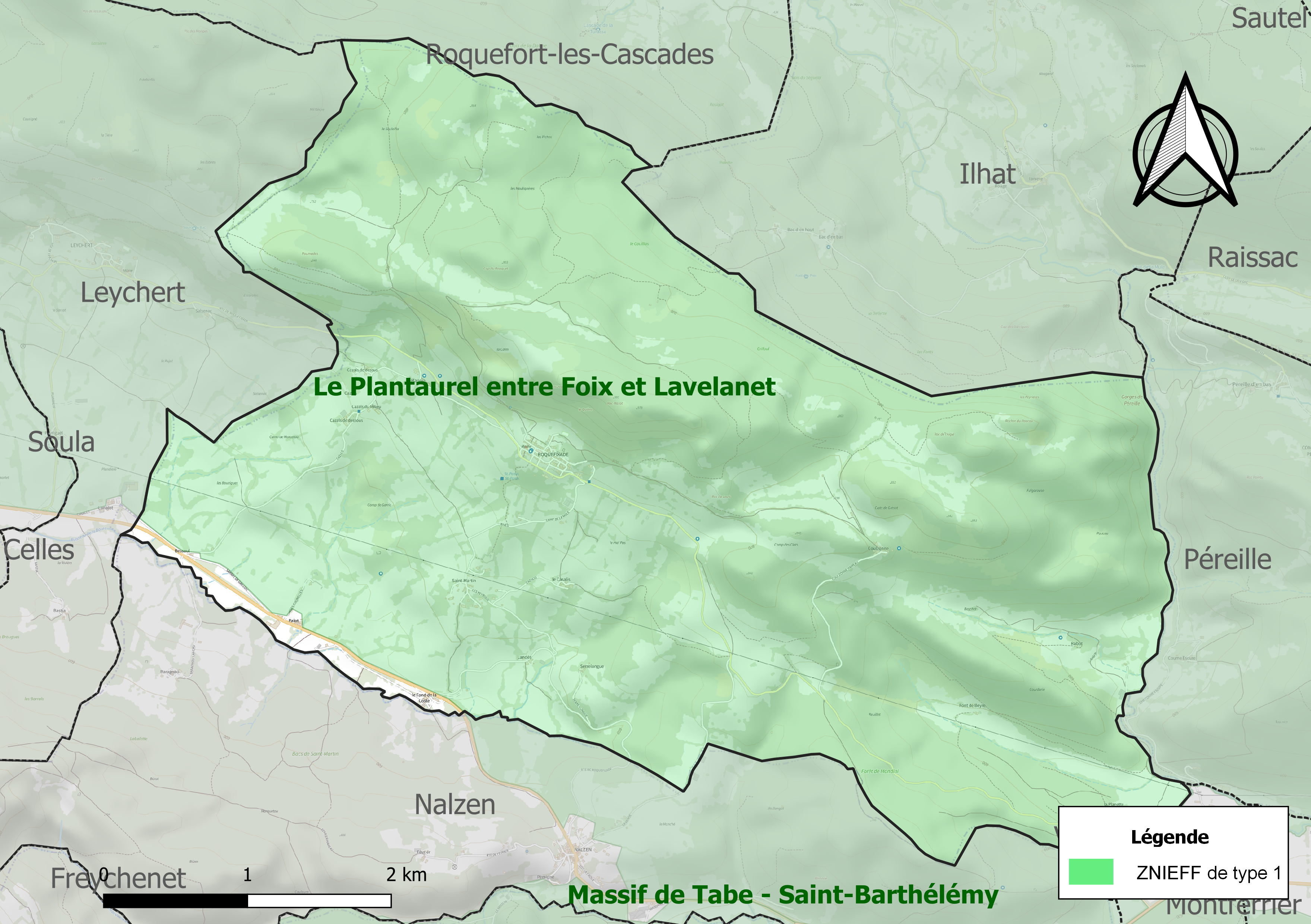
Carte de la ZNIEFF de type 1 sur la commune.
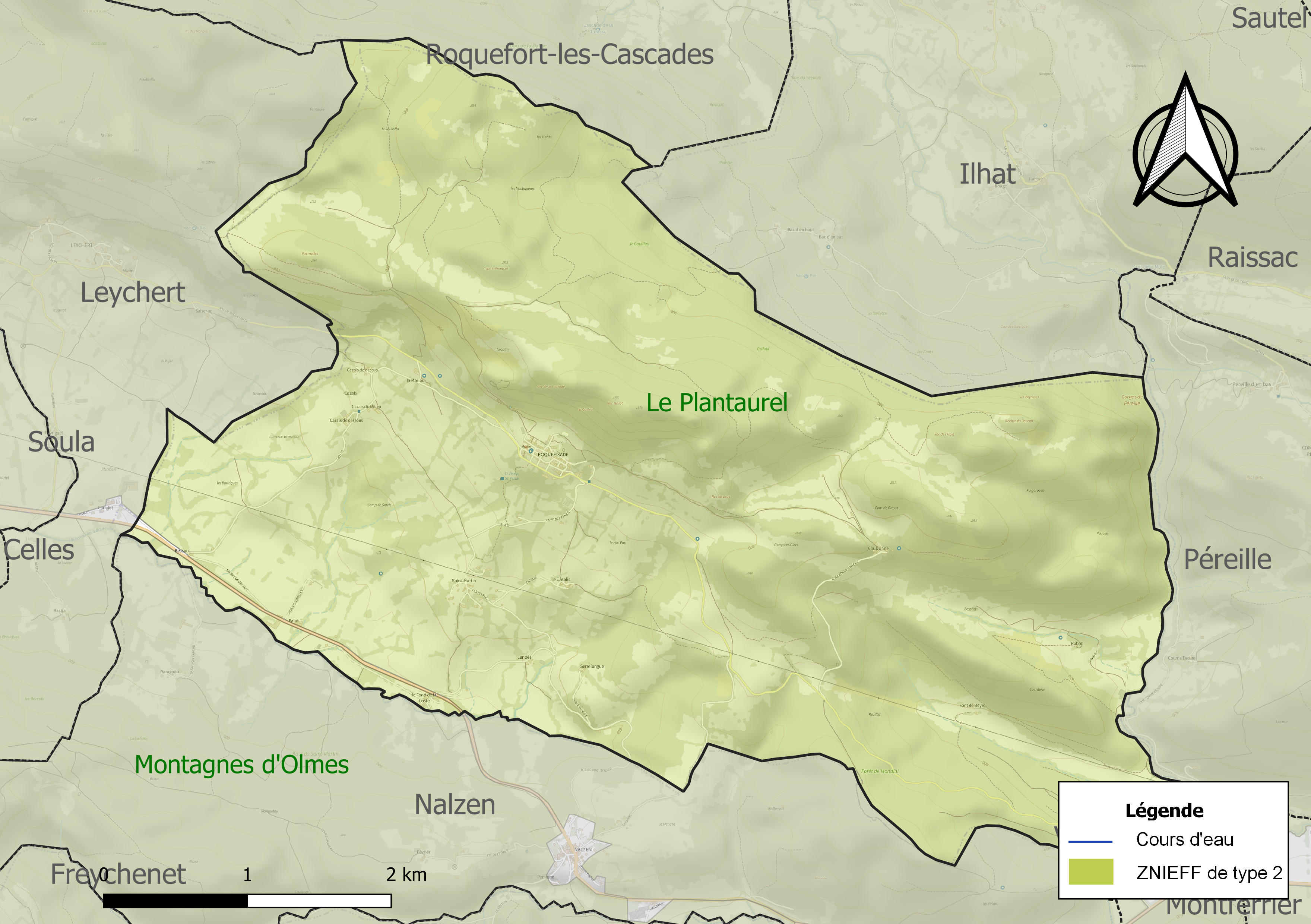
Carte des ZNIEFF de type 2 sur la commune.

## Urbanisme

### Typologie
Au 1er janvier 2024, Roquefixade est catégorisée commune rurale à habitat très dispersé, selon la nouvelle grille communale de densité à 7 niveaux définie par l'Insee en 2022.
Elle est située hors unité urbaine. Par ailleurs la commune fait partie de l'aire d'attraction de Foix, dont elle est une commune de la couronne,. Cette aire, qui regroupe 38 communes, est catégorisée dans les aires de moins de 50 000 habitants,.

### Occupation des sols
L'occupation des sols de la commune, telle qu'elle ressort de la base de données européenne d’occupation biophysique des sols Corine Land Cover (CLC), est marquée par l'importance des forêts et milieux semi-naturels (54,4 % en 2018), une proportion identique à celle de 1990 (54,4 %). La répartition détaillée en 2018 est la suivante : 
forêts (46,5 %), prairies (32,8 %), zones agricoles hétérogènes (12,9 %), milieux à végétation arbustive et/ou herbacée (5,6 %), espaces ouverts, sans ou avec peu de végétation (2,3 %). L'évolution de l’occupation des sols de la commune et de ses infrastructures peut être observée sur les différentes représentations cartographiques du territoire : la carte de Cassini (XVIIIe siècle), la carte d'état-major (1820-1866) et les cartes ou photos aériennes de l'IGN pour la période actuelle (1950 à aujourd'hui).

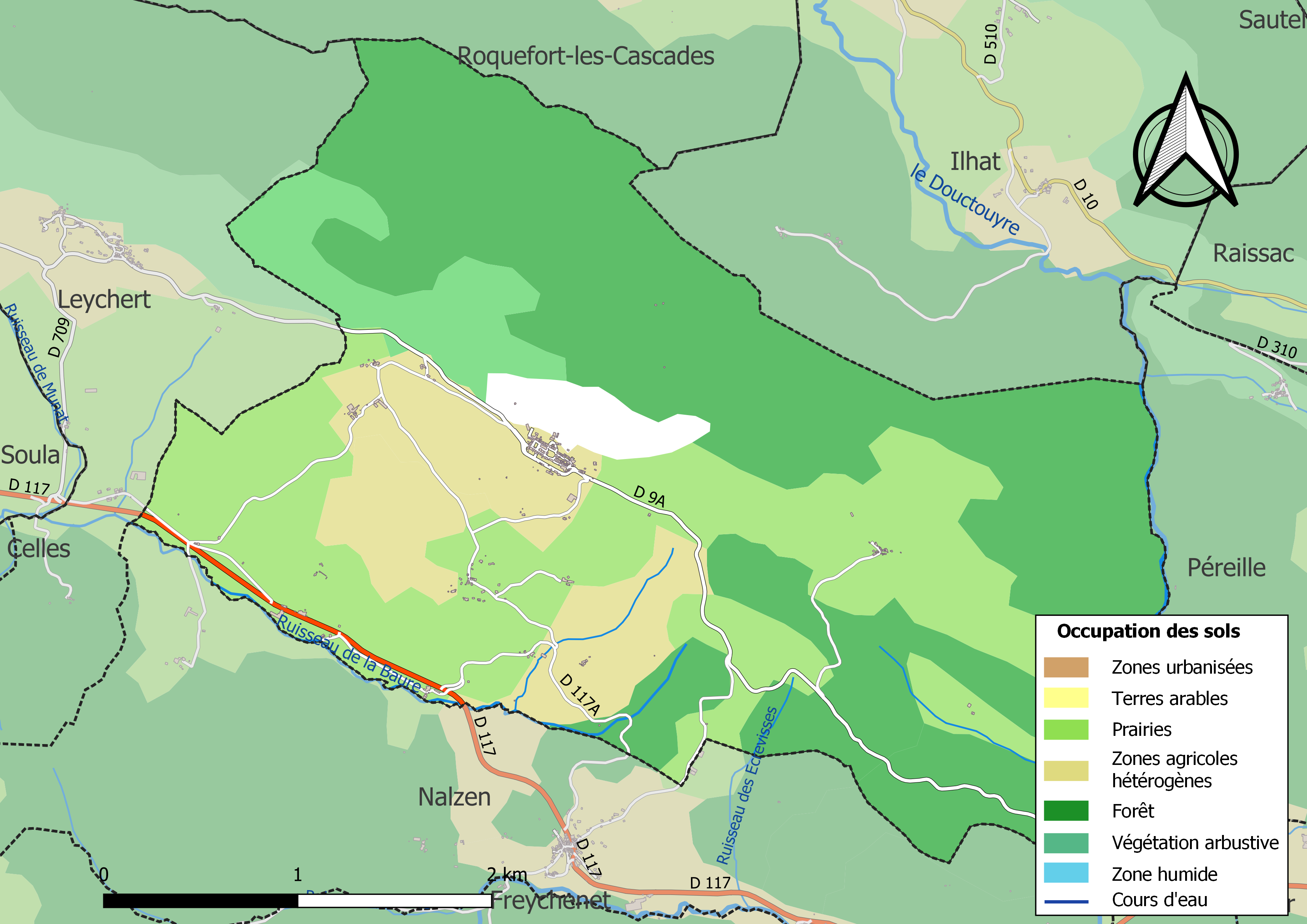
Carte des infrastructures et de l'occupation des sols de la commune en 2018 (CLC).

### Habitat et logement
En 2018, le nombre total de logements dans la commune était de 118, alors qu'il était de 121 en 2013 et de 116 en 2008.
Parmi ces logements, 62 % étaient des résidences principales, 26,6 % des résidences secondaires et 11,4 % des logements vacants. Ces logements étaient pour 96,8 % d'entre eux des maisons individuelles et pour 2,5 % des appartements.
Le tableau ci-dessous présente la typologie des logements à Roquefixade en 2018 en comparaison avec celle de l'Ariège et de la France entière. Une caractéristique marquante du parc de logements est ainsi une proportion de résidences secondaires et logements occasionnels (26,6 %) supérieure à celle du département (24,6 %) et à celle de la France entière (9,7 %). Concernant le statut d'occupation de ces logements, 84,7 % des habitants de la commune sont propriétaires de leur logement (79,7 % en 2013), contre 66,3 % pour l'Ariège et 57,5 % pour la France entière.
| Typologie                                               | Roquefixade | Ariège | France entière |
| ------------------------------------------------------- | ----------- | ------ | -------------- |
| Résidences principales (en %)                           | 62          | 65,7   | 82,1           |
| Résidences secondaires et logements occasionnels (en %) | 26,6        | 24,6   | 9,7            |
| Logements vacants (en %)                                | 11,4        | 9,7    | 8,2            |

### Voies de communication et transports
Accès avec les routes départementales D 117 (ex-RN 117) et D 9A.

### Risques majeurs
Le territoire de la commune de Roquefixade est vulnérable à différents aléas naturels : inondations, climatiques (grand froid ou canicule), feux de forêts, mouvements de terrains et séisme (sismicité modérée). Il est également exposé à un risque technologique,  le transport de matières dangereuses,.

#### Risques naturels

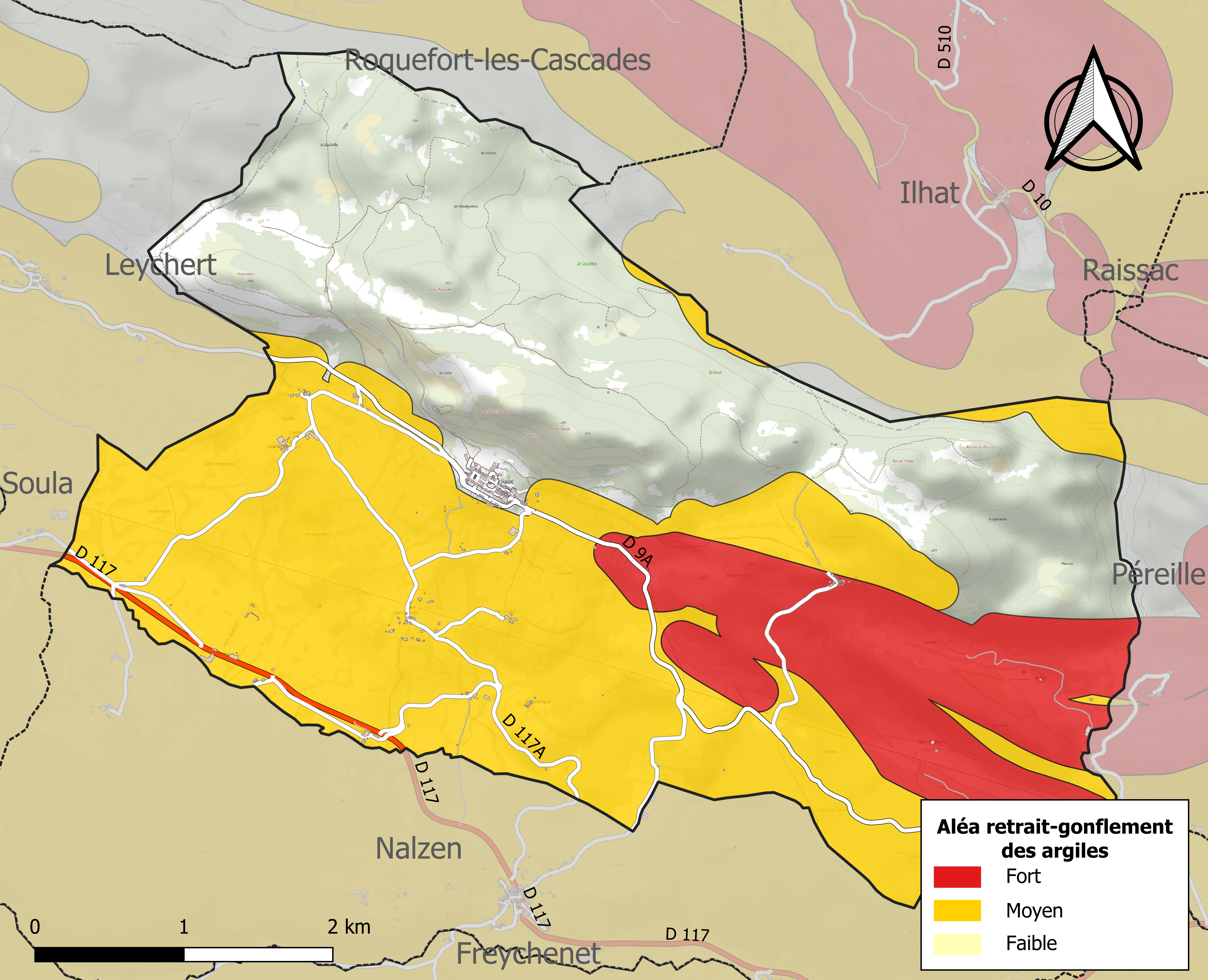
Zonage de l'aléa retrait-gonflement des argiles sur la commune de Roquefixade.

Certaines parties du territoire communal sont susceptibles d’être affectées par le risque d’inondation par crue torrentielle d'un cours d'eau, ou ruissellement d'un versant.
Les mouvements de terrains susceptibles de se produire sur la commune sont soit des chutes de blocs, soit des glissements de terrains, soit des effondrements liés à des cavités souterraines, soit des mouvements liés au retrait-gonflement des argiles. Près de 50 % de la superficie du département est concernée par l'aléa retrait-gonflement des argiles, dont la commune de Roquefixade. L'inventaire national des cavités souterraines permet par ailleurs de localiser celles situées sur la commune.

#### Risques technologiques
Le risque de transport de matières dangereuses par une infrastructure routière ou ferroviaire ou par une canalisation de transport de gaz concerne la commune. Un accident se produisant sur une telle infrastructure est en effet susceptible d’avoir des effets graves au bâti ou aux personnes jusqu’à 350 m, selon la nature du matériau transporté. Des dispositions d’urbanisme peuvent être préconisées en conséquence.

## Toponymie
Roquefixade découle de Rocafissada, roche fissurée.

## Histoire
Se substituant à Roquefixade, La Bastide-de-Montfort, nommée ainsi un temps en l’honneur de Simon de Montfort (vainqueur de la Croisade des Albigeois et auteur de la destruction du village et du château entre 1209 et 1212), était une bastide royale sans paréage bâtie en 1288 sur ordre du roi par le sénéchal de Carcassonne et de Béziers Simon Briseteste. Elle était voulue pour être un symbole de la victoire contre l'hérésie cathare.
Roquefixade perdura en châtellenie royale jusqu'à la Révolution[Laquelle ?] ; outre Roquefixade, elle comprenait Leychert, Nalzen et Soula ainsi que Saint-Cirac et Enrivière, aujourd'hui deux hameaux de Soula. Caraybat, autre hameau de Soula, dépendait de Celles.
Le 6 juillet 1944, 82 partisans FTP sont attaqués par la Milice puis par les Allemands près du hameau de Coulzonne, sur la commune. 11 maquisards sont abattus. Le lendemain, les Allemands encerclent le village et y surprennent 5 autres maquisards, qui seront tués. Néanmoins, ce maquis continuera son action jusqu'à la libération de l'Ariège.

## Politique et administration

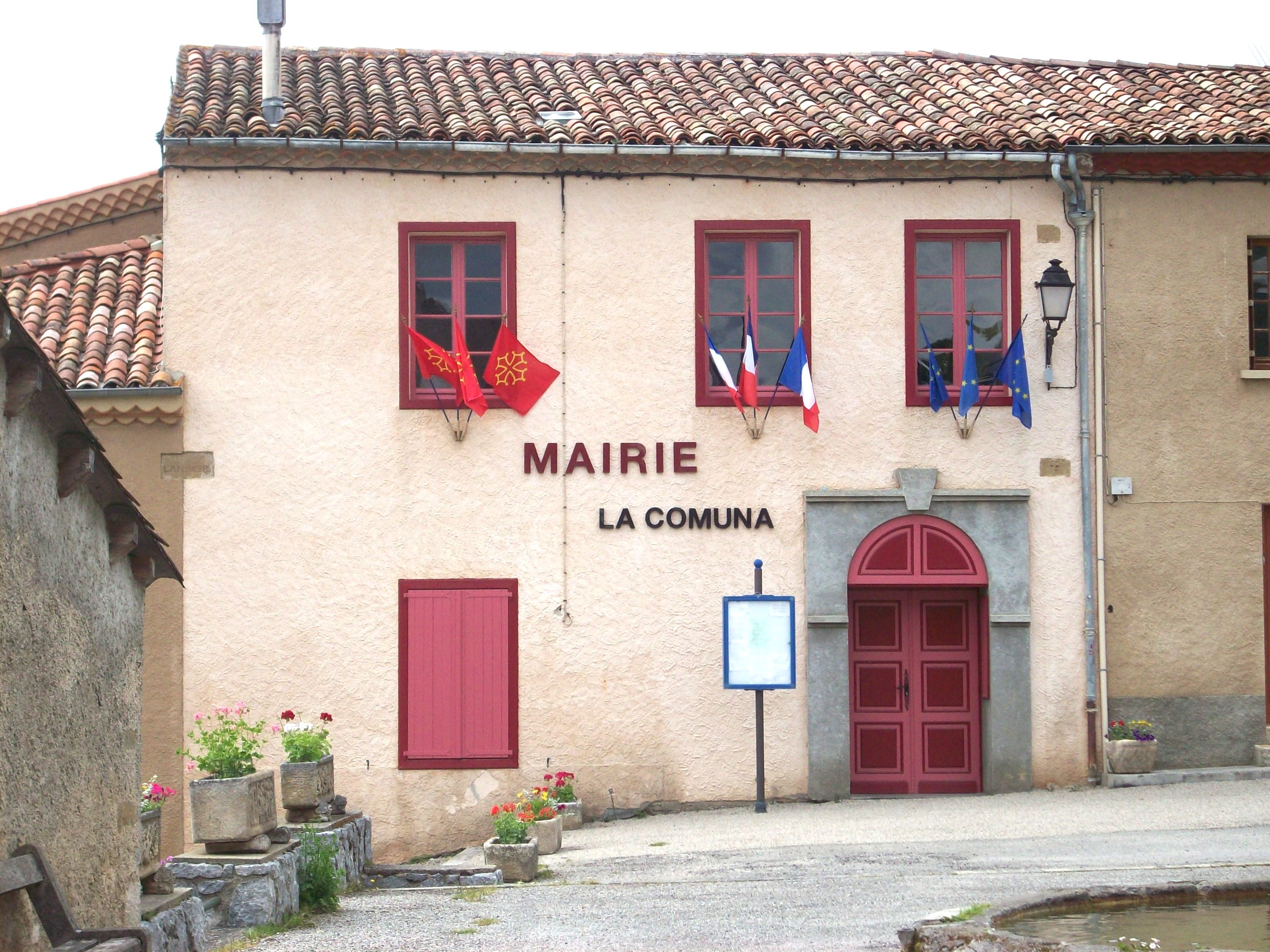
Mairie.

### Découpage territorial
La commune de Roquefixade est membre de la communauté de communes du Pays d'Olmes, un établissement public de coopération intercommunale (EPCI) à fiscalité propre créé le 26 décembre 1995 dont le siège est à Lavelanet. Ce dernier est par ailleurs membre d'autres groupements intercommunaux.
Sur le plan administratif, elle est rattachée à l'arrondissement de Pamiers, au département de l'Ariège, en tant que circonscription administrative de l'État, et à la région Occitanie.
Sur le plan électoral, elle dépend du canton du Pays d'Olmes pour l'élection des conseillers départementaux, depuis le redécoupage cantonal de 2014 entré en vigueur en 2015, et de la première circonscription de l'Ariège  pour les élections législatives, depuis le redécoupage électoral de 1986.

### Administration municipale
Le nombre d'habitants au recensement de 2011 étant compris entre 100 et 499, le nombre de membres du conseil municipal pour l'élection de 2014 est de onze,.

### Liste des maires
| Période                                  | Période  | Identité         | Étiquette | Qualité  |
| ---------------------------------------- | -------- | ---------------- | --------- | -------- |
| avant 1872                               |          | Gabriel Fau      |           |          |
| 1983                                     | 2009     | Yves Maris       |           |          |
| 2009                                     | 2014     | Francine Authié  |           |          |
| 2014                                     | 2020     | Charles Castillo | SE        | Retraité |
| 2020                                     | En cours | Michel Sabatier  | DVG       | Artisan  |
| Les données manquantes sont à compléter. |          |                  |           |          |

## Population et société

### Démographie
L'évolution du nombre d'habitants est connue à travers les recensements de la population effectués dans la commune depuis 1793. Pour les communes de moins de 10 000 habitants, une enquête de recensement portant sur toute la population est réalisée tous les cinq ans, les populations de référence des années intermédiaires étant quant à elles estimées par interpolation ou extrapolation. Pour la commune, le premier recensement exhaustif entrant dans le cadre du nouveau dispositif a été réalisé en 2005.

En 2022, la commune comptait 150 habitants, en stagnation par rapport à 2016 (Ariège : +1,48 %, France hors Mayotte : +2,11 %).
| 1793 | 1800 | 1806 | 1821 | 1831 | 1836 | 1841 | 1846 | 1851 |
| ---- | ---- | ---- | ---- | ---- | ---- | ---- | ---- | ---- |
| 680  | 673  | 681  | 634  | 706  | 713  | 696  | 689  | 700  |

| 1856 | 1861 | 1866 | 1872 | 1876 | 1881 | 1886 | 1891 | 1896 |
| ---- | ---- | ---- | ---- | ---- | ---- | ---- | ---- | ---- |
| 641  | 677  | 635  | 632  | 617  | 551  | 497  | 522  | 440  |

| 1901 | 1906 | 1911 | 1921 | 1926 | 1931 | 1936 | 1946 | 1954 |
| ---- | ---- | ---- | ---- | ---- | ---- | ---- | ---- | ---- |
| 427  | 402  | 383  | 277  | 237  | 214  | 211  | 206  | 177  |

| 1962 | 1968 | 1975 | 1982 | 1990 | 1999 | 2005 | 2006 | 2010 |
| ---- | ---- | ---- | ---- | ---- | ---- | ---- | ---- | ---- |
| 148  | 139  | 142  | 168  | 170  | 151  | 150  | 146  | 153  |

| 2015 | 2020 | 2022 | - | - | - | - | - | - |
| ---- | ---- | ---- | - | - | - | - | - | - |
| 151  | 146  | 150  | - | - | - | - | - | - |

| selon la population municipale des années : | 1968 | 1975 | 1982 | 1990 | 1999 | 2006 | 2009 | 2013 |
| Rang de la commune dans le département      | 176  | 188  | 148  | 135  | 185  | 178  | 182  | 182  |
| Nombre de communes du département           | 340  | 328  | 330  | 332  | 332  | 332  | 332  | 332  |

### Culture et festivités
En août, dans l'église, se tient le festival musical Musica del temps passat. Le temps de quatre soirées, ont lieu des concerts de musiques médiévale ou baroque, de France et d'ailleurs.

### Activités sportives
Escalade, chasse, randonnée pédestre :  sentier cathare et sentier de grande randonnée 107.

## Économie

### Emploi
| Division       | 2008  | 2013   | 2018   |
| -------------- | ----- | ------ | ------ |
| Commune        | 9,3 % | 17,6 % | 9,5 %  |
| Département    | 8,9 % | 11,1 % | 11,2 % |
| France entière | 8,3 % | 10 %   | 10 %   |

En 2018, la population âgée de 15 à 64 ans s'élève à 75 personnes, parmi lesquelles on compte 74,3 % d'actifs (64,9 % ayant un emploi et 9,5 % de chômeurs) et 25,7 % d'inactifs,. En  2018, le taux de chômage communal (au sens du recensement) des 15-64 ans est inférieur à celui de la France et du département, alors qu'en 2008 la situation était inverse.
La commune fait partie de la couronne de l'aire d'attraction de Foix, du fait qu'au moins 15 % des actifs travaillent dans le pôle,. Elle compte 17 emplois en 2018, contre 23 en 2013 et 18 en 2008. Le nombre d'actifs ayant un emploi résidant dans la commune est de 50, soit un indicateur de concentration d'emploi de 34,7 % et un taux d'activité parmi les 15 ans ou plus de 45,2 %.
Sur ces 50 actifs de 15 ans ou plus ayant un emploi, 9 travaillent dans la commune, soit 18 % des habitants. Pour se rendre au travail, 83,7 % des habitants utilisent un véhicule personnel ou de fonction à quatre roues et 16,3 % n'ont pas besoin de transport (travail au domicile).

### Activités hors agriculture
13 établissements sont implantés  à Roquefixade au 31 décembre 2019.
Le secteur des activités immobilières est prépondérant sur la commune puisqu'il représente 30,8 % du nombre total d'établissements de la commune (4 sur les 13 entreprises implantées  à Roquefixade), contre 4,2 % au niveau départemental.

### Agriculture
La commune fait partie de la petite région agricole dénommée « Région sous-pyrénéenne ». En 2010, l'orientation technico-économique de l'agriculture  sur la commune est l'élevage d'ovins et de caprins.
|                                   | 1988 | 2000 | 2010 |
| --------------------------------- | ---- | ---- | ---- |
| Exploitations                     | 16   | 10   | 11   |
| Superficie agricole utilisée (ha) | 750  | 1158 | 850  |

Le nombre d'exploitations agricoles en activité et ayant leur siège dans la commune est passé de 16 lors du recensement agricole de 1988 à 10 en 2000 puis à 11 en 2010, soit une baisse de 31 % en 22 ans. Le même mouvement est observé à l'échelle du département qui a perdu pendant cette période 48 % de ses exploitations. La surface agricole utilisée sur la commune a quant à elle augmenté, passant de 750 ha en 1988 à 850 ha en 2010. Parallèlement la surface agricole utilisée moyenne par exploitation a augmenté, passant de 47 à 77 ha.

## Culture locale et patrimoine

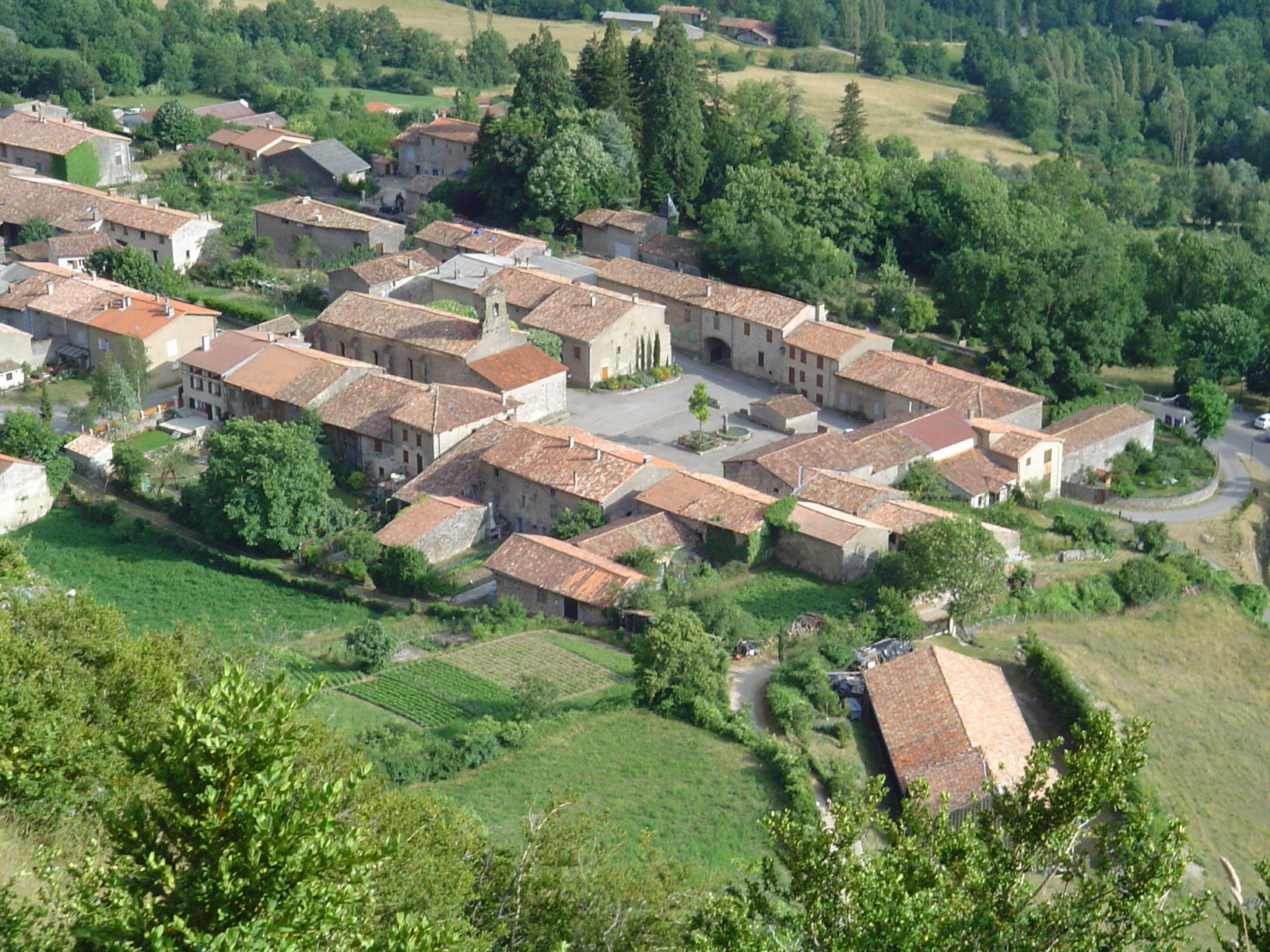
Le village vu du château
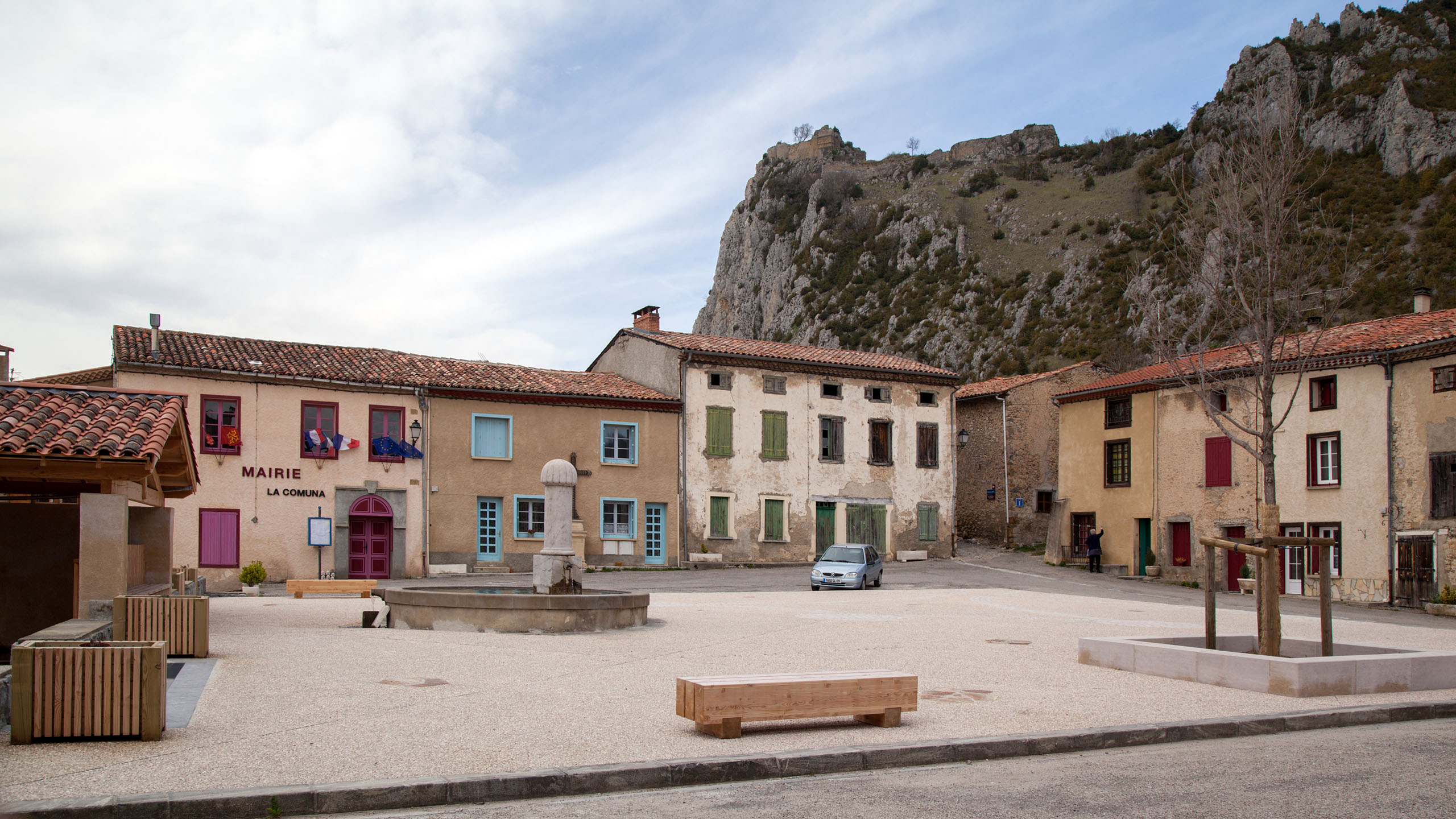
La place et la mairie
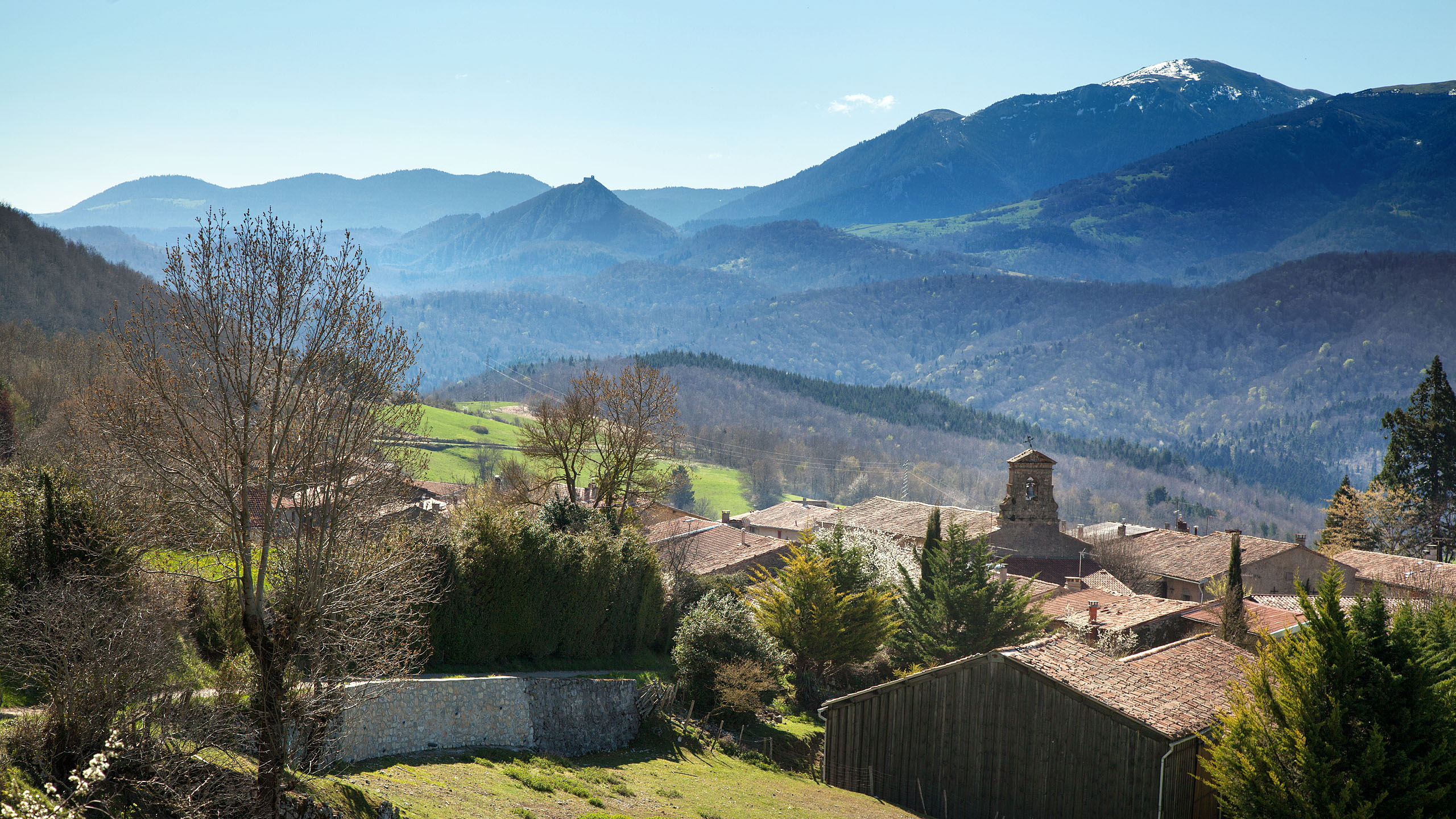
Au loin le château de Montségur
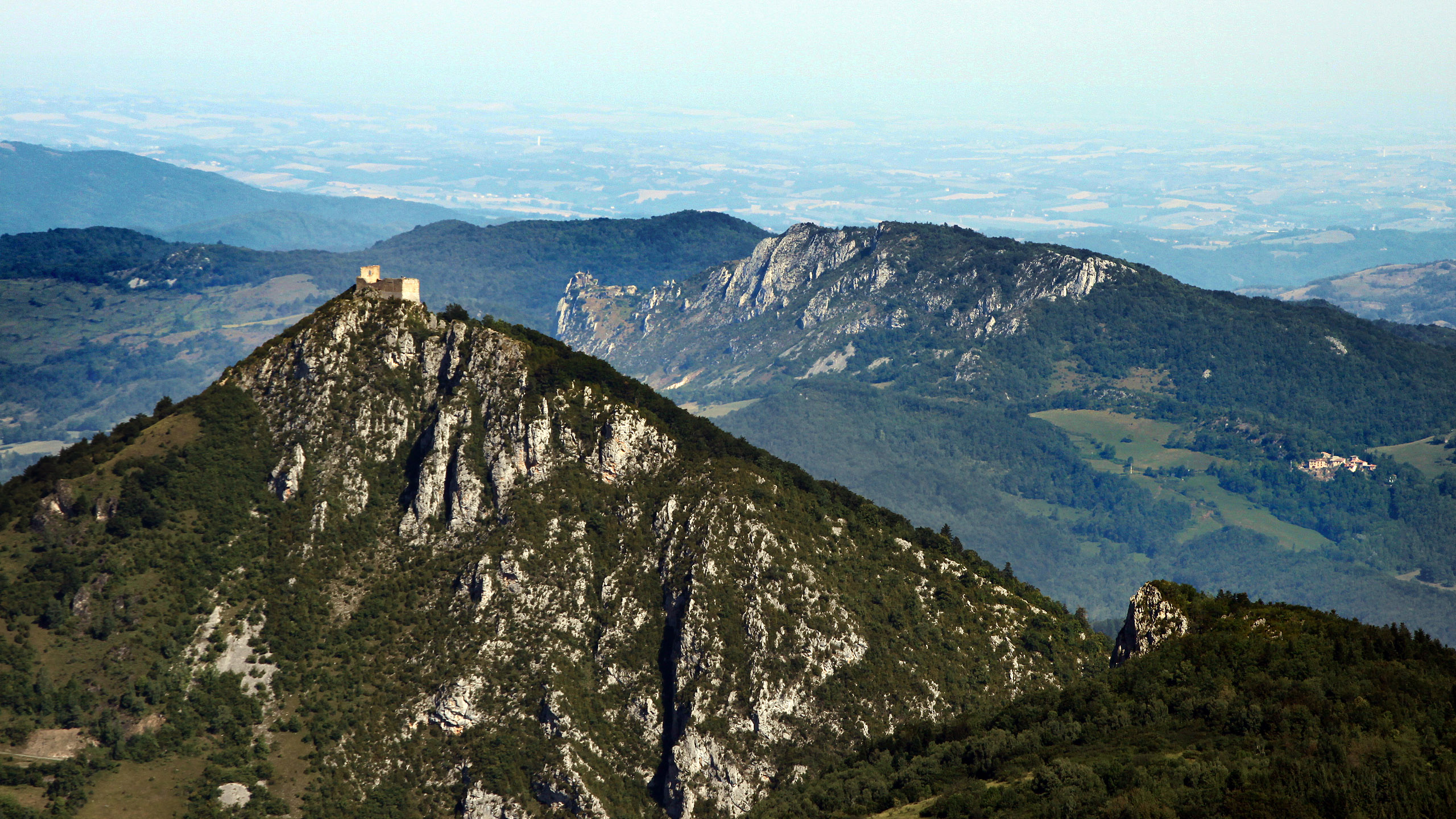
Montségur et Roquefixade à l'arrière plan

- La mairie.

Sur la place du village, la mairie affiche clairement son appartenance occitane: la comuna (prononcer "la coumuno" en accentuant le "u")
- L'église de la Nativité-de-Saint-Jean-Baptiste[63],[64]. Une grande partie du mobilier est référencée dans la Base Palissy[65].
- La mairie et l'église jouxtent la place du Village. Celle-ci est agrémentée d'une fontaine datant de 1884[66] et d'un lavoir couvert longeant la voie d'accès.
- Le monument aux morts de la guerre de 1939-1945 est référencé dans la Base Mérimée[67].
- Le château de Roquefixade est classé au titre objet des monuments historiques depuis 1995[68],[69].

Sur le chemin des ruines du château de Roquefixade dont l'existence est attestée depuis 1034 est visible une stèle.Sur la croix est représenté un oiseau (l'Esprit-Saint ?). Sur la colonne est inscrite une date en chiffres romains avec une erreur d'écriture « MCMDXXXVI » signifiant « 2436 » ? La seconde lettre M a été ajoutée par erreur. C'est pourquoi la date « MCDXXXVI » signifie « 1436 ».

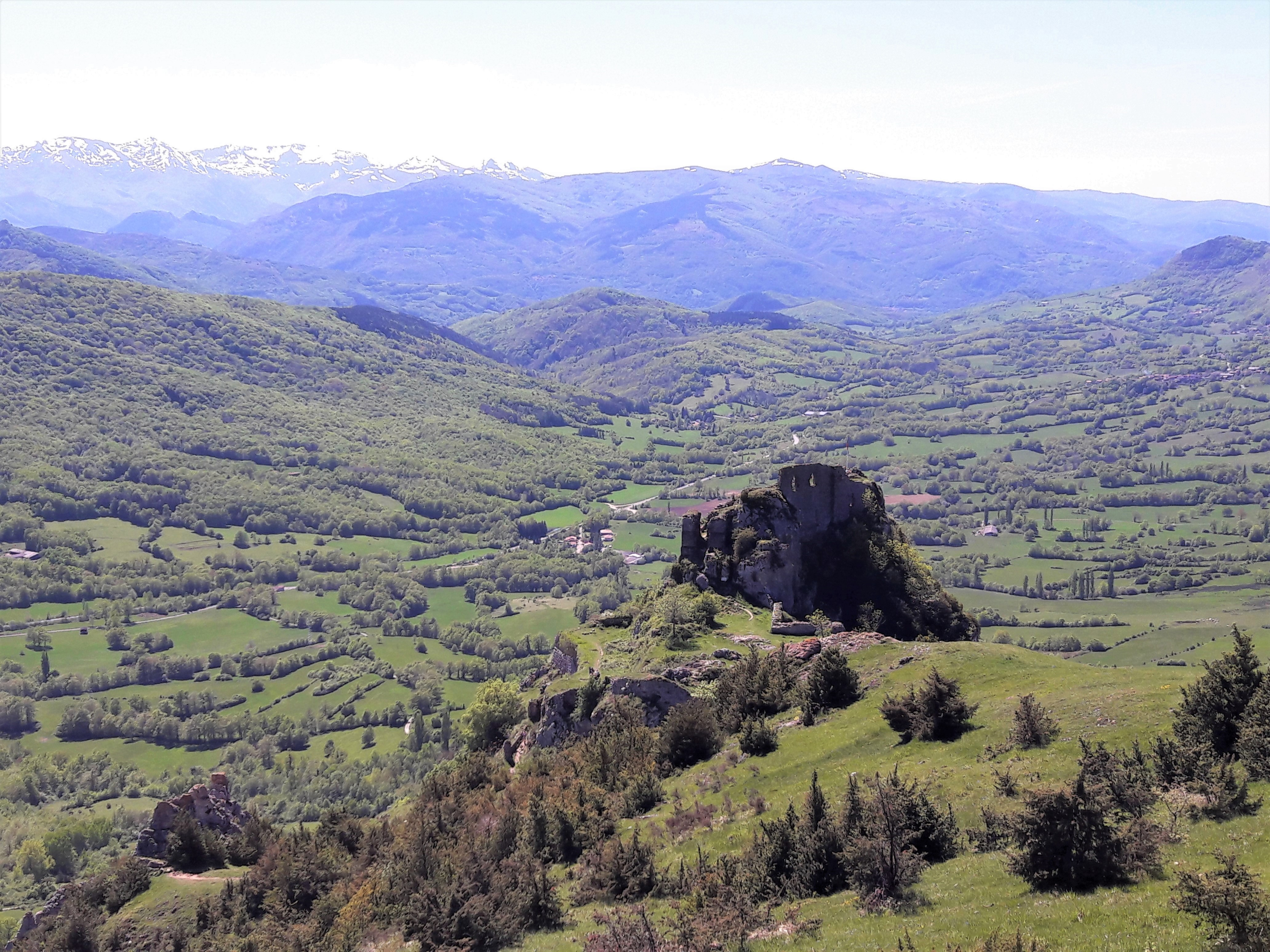
Vue depuis la crête surplombant le château.
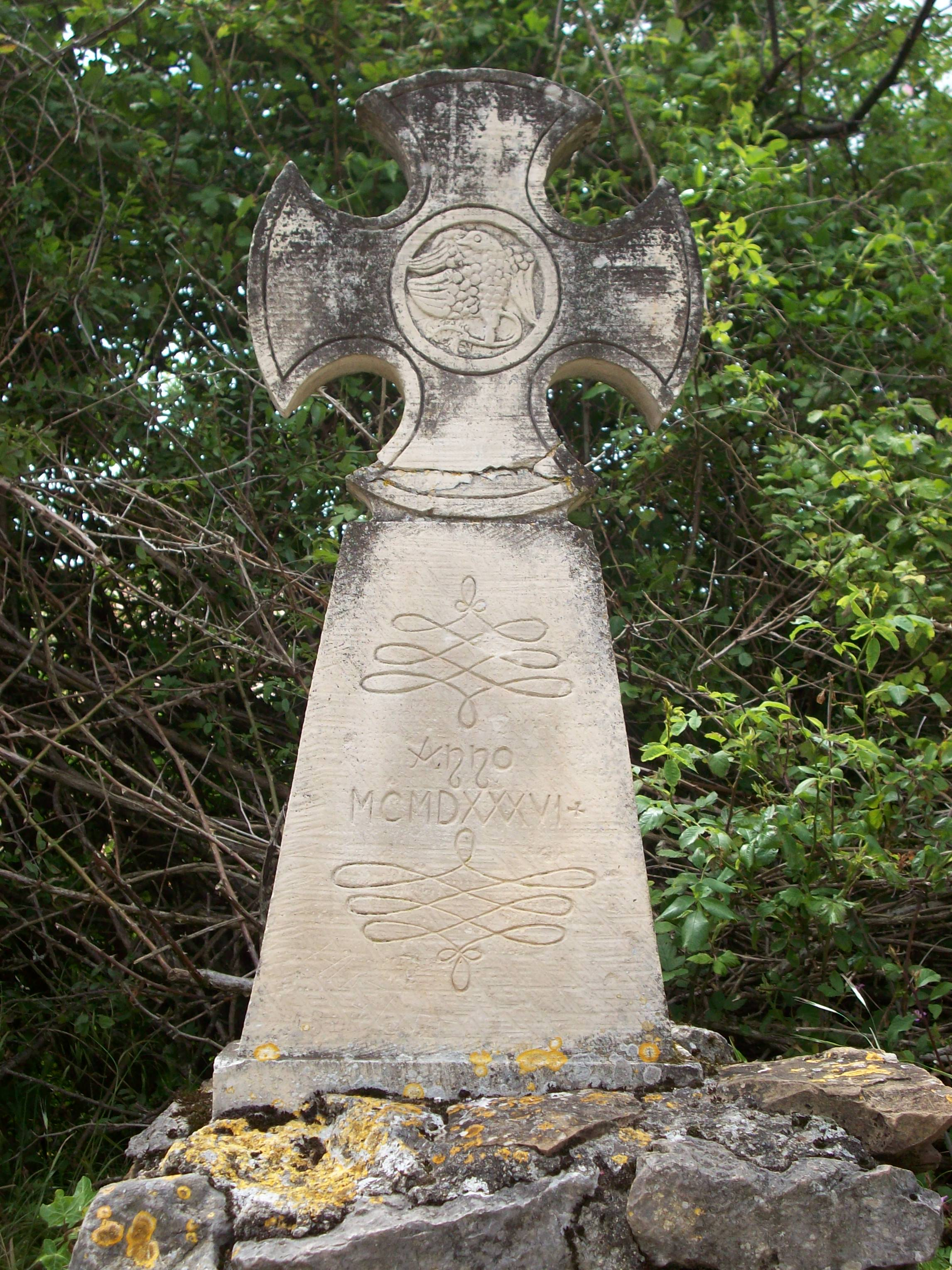
Stèle sur le chemin du château.
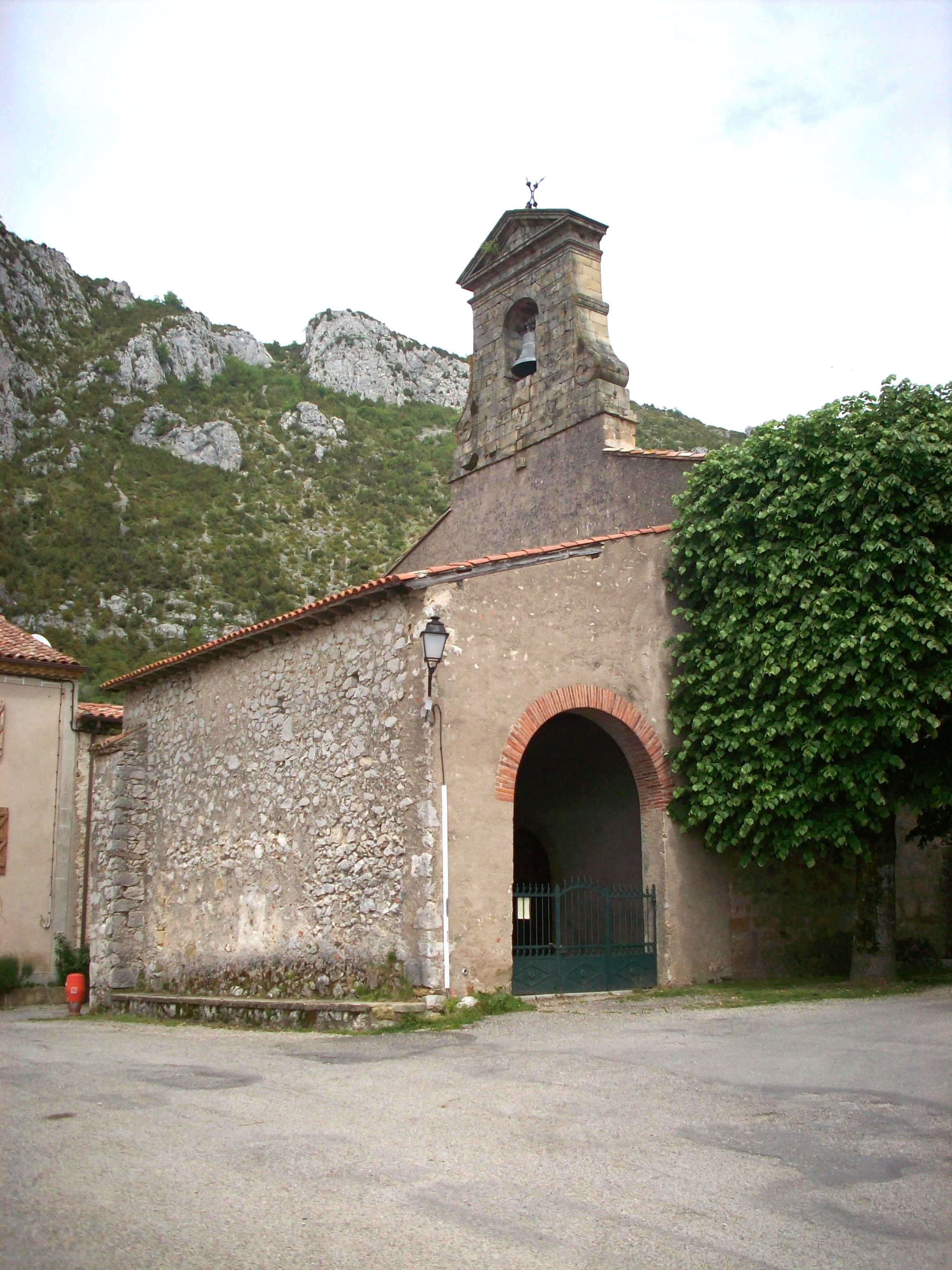
Église de la Nativité-de-Saint-Jean-Baptiste.
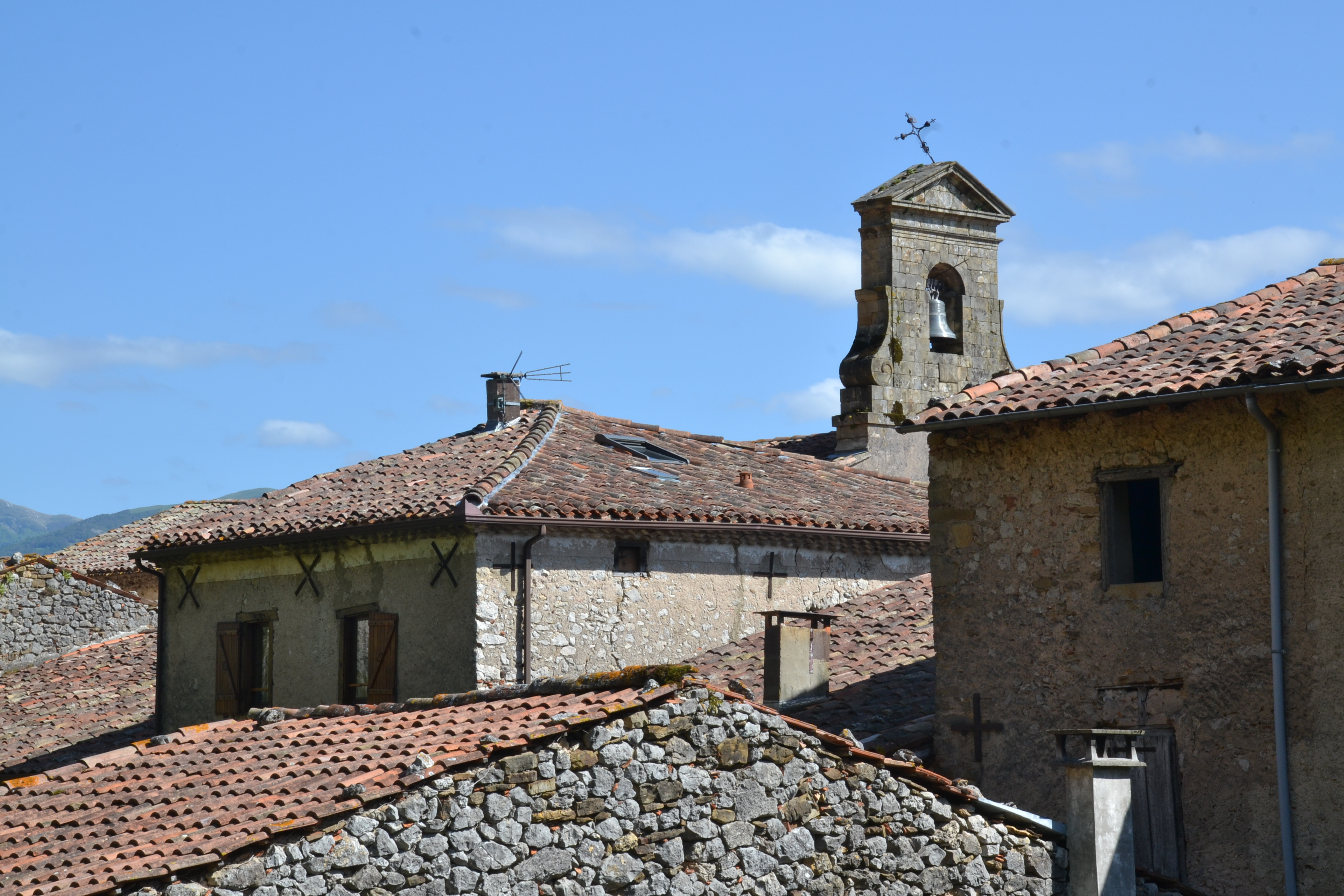
Église de la Nativité-de-Saint-Jean-Baptiste.
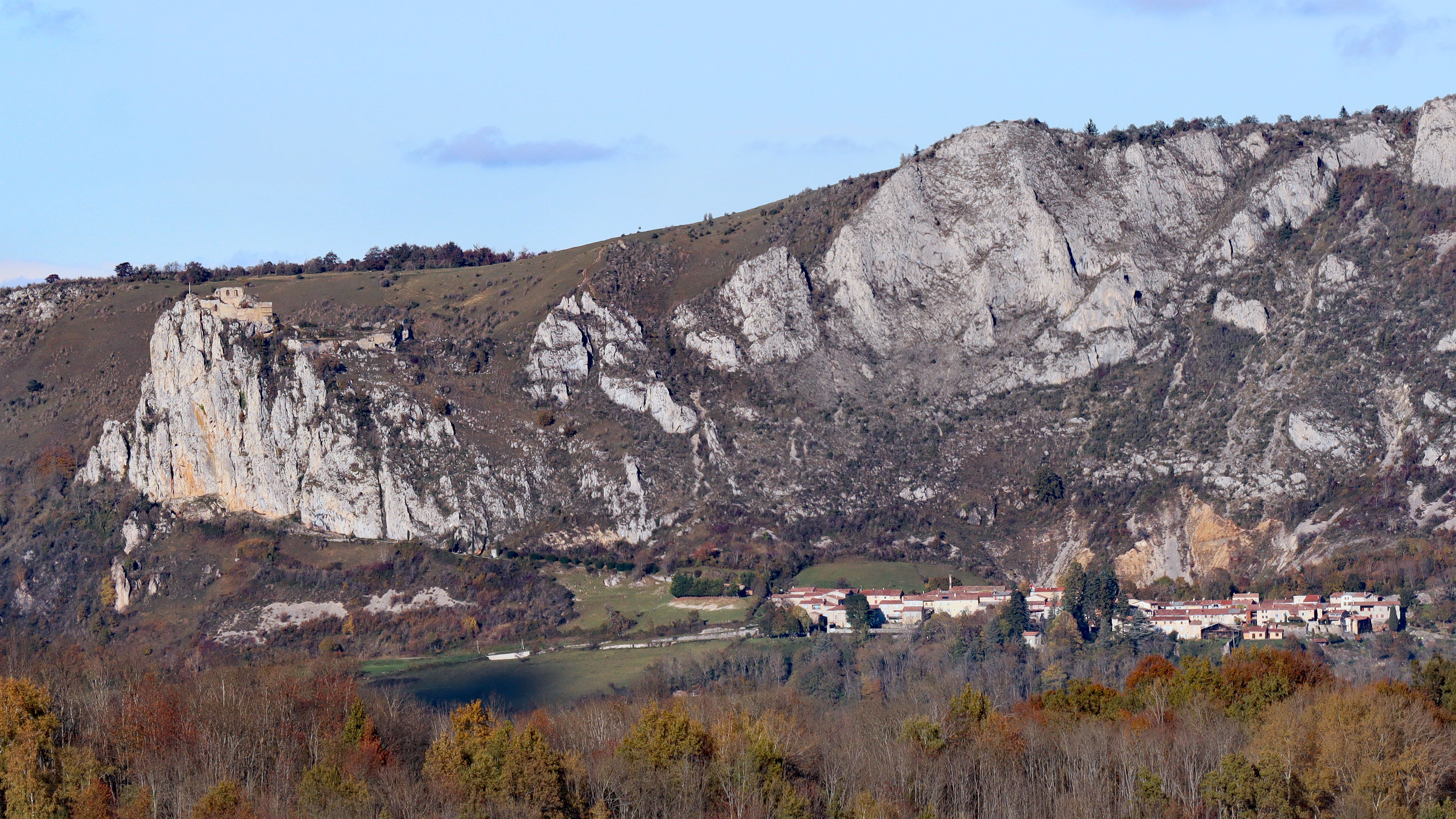
Le village et son château

### Personnalités liées à la commune
- Raimond de Péreille, seigneur cathare de Montségur s'est marié en 1205 à Roquefixade, avec Corba de Lanta.
- Jean Firmin Darnaud, né à Roquefixade le 12 mars 1796, mort à Toulouse le 15 mars 1886, député de 1842 à 1846 puis préfet de l'Ariège et représentant du peuple à l'Assemblée nationale constituante en 1848.
- Antoine Darnaud, né à Roquefixade le 27 octobre 1788, décédé à Roquefixade en 1877.

Fils aîné de Étienne Darnaud, notaire puis juge au Tribunal de Foix (Ariège). En 1808, Antoine Darnaud, entame une carrière militaire dans les Chasseurs de montagne de l'Ariège. Qu'il poursuit jusqu'en 1814 date à laquelle il est mis à la retraite, après avoir été lieutenant et participé aux campagnes d'Espagne et du Portugal, titulaire de sept citations. Pendant les Cent-Jours en 1815, il est aide de camp du général Laffite.
En 1830, le général Laffite nomme Antoine Darnaud, Commandant en chef des Gardes nationales de l'Ariège. Par la suite, il est nommé Juge de paix à Lavelanet. Élevé au grade de Chevalier de la Légion d'Honneur en 1848, il est médaillé de Sainte-Hélène. Il est mis à la retraite en 1865.
Dans son « Histoire des Ariégeois », l'abbé Duclos signale que durant la campagne d'Espagne, il manquera de peu de capturer le général anglais Wellington. Ce dernier et son entourage eurent à peine le temps de fuir, laissant sur ce lieu, le déjeuner, la vaisselle plate, et Lord Paget, chef d'état-major du général anglais, qui fut emmené prisonnier.

## Pour approfondir